# خيال النوع

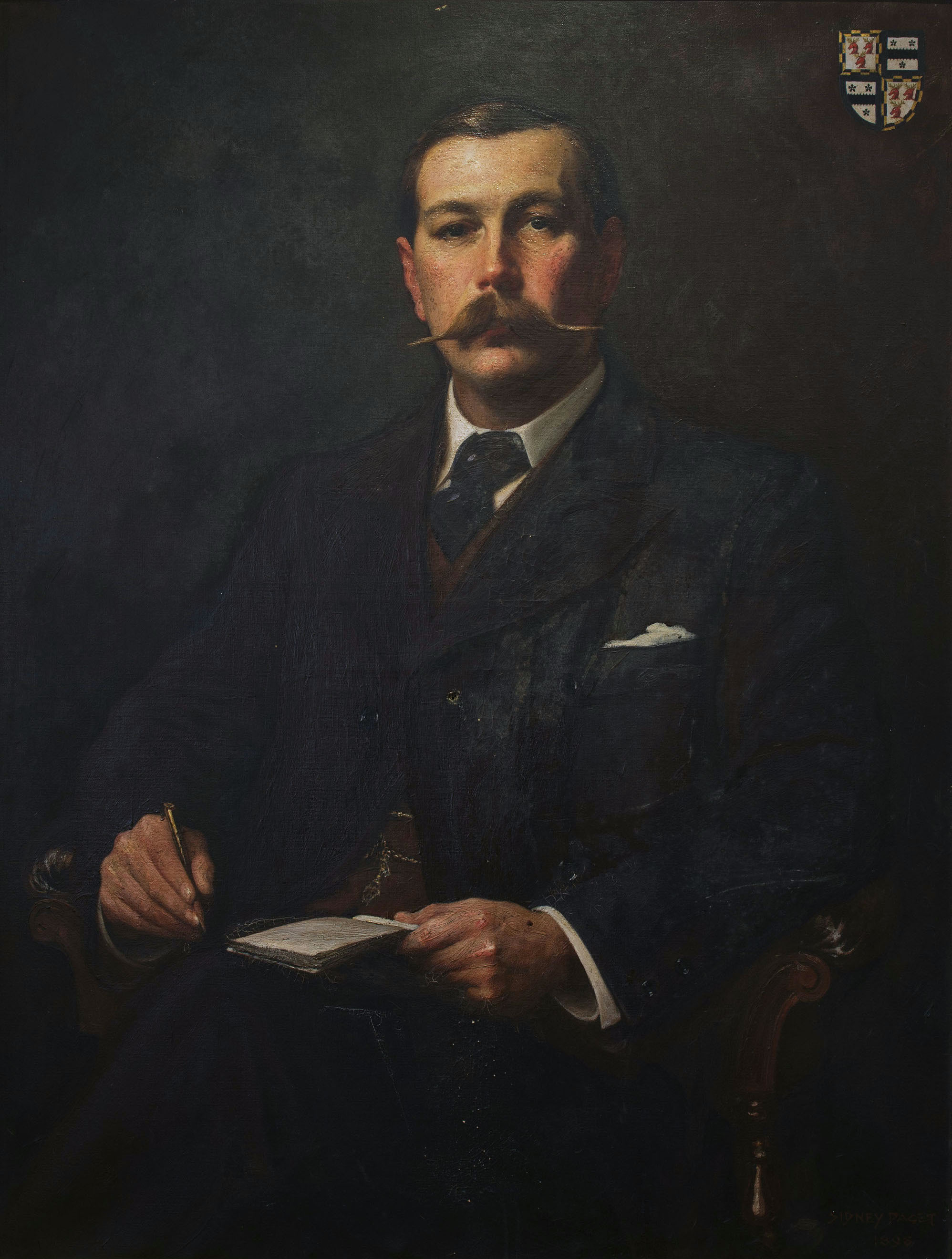
وُلد السير آرثر كونان دويل في اسكتلندا لأبوين أيرلنديين، لكن قصص شيرلوك هولمز التي كتبها مثلت لندن مليئة بالضباب للقراء حول العالم

خيال النوع (بالإنجليزية: Genre fiction)‏ المعروف أيضًا باسم الخيال الشعبي (بالإنجليزية: popular fiction)‏، هو مصطلح يستخدم في تجارة الكتب للأعمال الروائية المكتوبة بقصد الاندماج في نوع أدبي معين، من أجل جذب القراء والمعجبين المألوفين بالفعل بهذا النوع.
كتب عدد من الشخصيات الأدبية الكبرى نوعًا من الخيال. ينشر جون بانفيل روايات الجريمة مثل بنيامين بلاك، وكتب كل من دوريس ليسينج ومارجريت أتوود خيالًا علميًا. جورج سيمينون، مؤلف روايات ميجريت البوليسية، وصفه أندريه جيد بأنه «أكثر الروائيين روائيين في الأدب الفرنسي».
الأنواع الرئيسية هي الجريمة، والخيال، والرومانسية، والخيال العلمي، والخيال الغربي، والملهم، والتاريخي، والرعب. تم رفض النوع الأدبي الأكثر توجهاً من الناحية التجارية من قبل النقاد الأدبيين لسوء كتابته.